# ریگینالدو دی سانتانا
ریگینالدو دی سانتانا (به پرتغالی: Reginaldo de Santana) مدافع اهل برزیل است که در شهر Umuarama و در تاریخ ۲۲ ژوئیهٔ ۱۹۷۵ به دنیا آمده‌است.
ریگینالدو دی سانتانا در تیم‌های فوتبال اسپارتا روتردام سابقهٔ حضور دارد.